# Sven-Göran Eriksson
Sven-Göran Eriksson (phát âm tiếng Thụy Điển: [svɛnˈjœː.ˈran ˈeːrɪk.ˈsɔn] ⓘ, 5 tháng 2 năm 1948 – 26 tháng 8 năm 2024) là một cố huấn luyện viên và cựu cầu thủ bóng đá người Thụy Điển. Ông sinh ra ở Sunne và lớn lên ở Torsby, Värmland.
Ông đã giành 17 danh hiệu lớn nhỏ với vai trò huấn luyện viên cùng một loạt các câu lạc bộ, giữa năm 1979 và 2000, ông trở thành huấn luyện viên đầu tiên giành cú đúp danh hiệu (quốc gia và cup) với ba nước khác nhau. Sau đó, ông quản lý các đội tuyển quốc gia của Anh, Mexico và Bờ Biển Ngà.
Ông được đội bóng đang thi đấu ở Giải bóng đá hạng nhất Anh là Leicester City mời làm huấn luyện viên trưởng kể từ tháng 10 năm 2010.
Năm 2018, ông được bổ nhiệm làm huấn luyện viên trưởng đội tuyển Philippines tham dự AFF Suzuki Cup 2018 và Cúp bóng đá châu Á 2019. Tại AFF Cup 2018, đội bóng Philippines do ông dẫn dắt đã dừng bước ở bán kết sau khi để thua đội tuyển bóng đá quốc gia Việt Nam với tổng tỷ số 2-4.
Tại Asian Cup 2019, đội tuyển Philippines bị loại từ vòng bảng sau 3 trận toàn thua. Sau giải đấu đó, ông đã chia tay công việc tại Philippines.
Ông mất ngày 26 tháng 8 năm 2024, sau một thời gian chống chọi với căn bệnh ung thư tuyến tụy.

## Danh hiệu

### Huấn luyện viên
Degerfors IF
- Division 3 Västra Svealand: 1978

IFK Göteborg
- Allsvenskan: 1982
- Svenska Cupen: 1978–79, 1981–82
- UEFA Cup: 1981–82

Benfica
- Primeira Divisão: 1982–83, 1983–84, 1990–91
- Taça de Portugal: 1982–83
- Supertaça Cândido de Oliveira: 1989
- European Cup á quân: 1989–90
- UEFA Cup á quân: 1982–83

Roma
- Coppa Italia: 1985–86

Sampdoria
- Coppa Italia: 1993–94

Lazio
- Serie A: 1999–2000
- Coppa Italia: 1997–98, 1999–2000
- Supercoppa Italiana: 1998, 2000
- UEFA Cup Winners' Cup: 1998–99
- UEFA Super Cup: 1999
- UEFA Cup á quân: 1997–98